# Língua diyari
Diyari (/ˈdiːjɑːri/) ou Dieri (/ˈdɪəri/) é uma língua aborígine australiana extinta que foi falada pelo povo Diyari no extremo norte da Austrália do Sul, a leste do Lago Eyre. Foi estudado por missionários alemães que traduziram obras  cristãs para a língua no final do século XIX e início do século XX, de modo que desenvolveu uma extensa forma escrita. Apenas alguns falantes fluentes de Diyari permaneceram no início do século XXI, mas um dicionário e uma gramática da língua foram produzidos pelo linguiista Peter K. Austin, e há um projeto em andamento para ensiná-lo nas escolas.

## Linguagem de sinais
Os Diyari tinham uma língua de sinais altamente desenvolvida. Isso foi notado pela primeira vez por Alfred William Howitt em 1891, que primeiro os confundiu com gestos desafiadores ou de comando até que eles perceberam que faziam parte de um sistema integral de sinais de mão, dos quais ele registrou 65. Uma de suas funções era permitir que as mulheres se comunicassem durante o luto, quando prevalecia um tabu do discurso.

## Dialetos
O Dhirari (extinto no final do século XX) era um dialeto de Diyari. Austin identificou duas variantes de Dhirari, sul e norte, diferindo apenas no vocabulário.
[Pilatapa (extinto nos anos 60 do século XX) também teria sido um dialetos, mas há pouica informação.

## Geografia
Diyari era tradicionalmente falado pelo povo Diyari (ou Dieri) no extremo norte da Austrália do Sul, a leste do Lago Eyre. O quase seco Cooper Creek e a estrada Birdsville Track passam por esta região muito árida. Toda a área foi ocupada pelos Diyari e muitos nomes de lugares e sítios mitológicos ainda existem.
Os atuais falantes de Dieri vivem em Marree, Ausrtrália do Sul, Port Augusta, Broken Hill e Adelaide.

## Missionários
Em 1867 Pastores luteranos alemães estabeleceram uma Missão Cristã missionária no deserto Tirari-Sturt uma estação de ovelhas no Lago Killalpaninna em Cooper Creek, conhecida como Missão Killalpaninna]] ou Missão Bethesda, que foi fechada pelo governo da Austrália do Sul em 1914. Os missionários estudaram a língua e a usaram, incluindo a pregação em Dieri e o ensino na escola da missão desde 1868. Os primeiros registros escritos da língua datam de 1870, pelos primeiros missionários Koch e Homann. Johann Georg Reuther e Carl Strehlow criaram dicionários e outros materiais didáticos em Diyari entre 1895 e 1906 e traduziram um grande número de obras cristãs para a língua. Reuther traduziu o Novo Testamento para Diyari, bem como compilou um extenso manuscrito sobre a língua, cultura, mitologia e história do povo Diyari, incluindo um dicionário de 4 volumes. O povo Diyari foi ensinado a ler e escrever na escola da missão, e registros escritos mostram que a língua foi usada em cartas de cerca de 1900 até 1960. Dieri é, portanto, uma língua relativamente "letrada", com uma ortografia consistente. Durante este período, Diyari se tornou uma língua franca, amplamente usada pelos missionários e ajudantes, bem como pelo povo aborígine.

### Dificuldades
Após o encerramento da missão em 1914, a maior parte do povo Diyari mudou-se para cidades e estações, fora do território tradicional, levando à perda da língua, pois viviam entre pessoas que falavam inglês e outras línguas aborígenes, embora continuasse a ser usado como língua escrita .
A primeira pesquisa por lingüistas profissionais começou com a gravação de um pequeno texto do lingusta americano Kenneth L. Hale em 1960 de um falante nativo chamado Johannes, que vivia na época em Alice Springs. Research on the language started in earnest in the 1970s, using tape recordings and notes, by Luise Hercus, phonetician David Trefry and in particular Peter K. Austin. Austin  wrote his PhD thesis on Diyari in 1978, usando fitas gravadas por Hercus, das quais uma versão revisada foi publicada como uma gramática da língua em 1981. Reuther's manuscript was translated from German into English by Rev. P. Scherer in 1981.
Austin continuou sua pesquisa sobre Diyari com base no trabalho de campo que fez na década de 1970, publicando textos traduzidos, notas sobre alfabetização, classificação de linguagem e vocabulário. Em 1980, o idioma ainda era usado por um pequeno número de famílias, mas a maioria das pessoas com menos de 50 anos havia aprendido o inglês como primeira língua. Na década de 1990, a maioria de seus consultores sobre a linguagem havia morrido, e Austin presumiu que a linguagem estava perto da extinção. No entanto, as atividades sociais e políticas entre os aborígenes na década de 1990 relacionadas às reivindicações sob o “Native Title Act 1993” tiveram um grande impacto na língua. A incorporação de um grupo de Diyari que apresentou uma reivindicação de terra, a Dieri Aboriginal Corporation (DAC), em 2001 teve 600 membros identificados, muitos na área de Marree. Em 2012, o Tribunal Federal da Austrália concedeu oficialmente ao DAC uma área de terreno centralizada na região de Cooper Creek, e outra reivindicação foi reconhecida logo depois.
Em 2008 Greg Wilson começou a trabalhar com o Grupo de Desenvolvimento de Recursos Dieri, com sede em Port Augusta, na preparação de materiais para o ensino do idioma na escola, com o apoio do ILS (Apoio de Língua Indígena program). Uma série de workshops resultou na produção de um CD-ROM denominado  Dieri Yawarra  e um recurso impresso, "para a revitalização da língua comunitária e escolar e a aprendizagem de uma segunda língua". Isso foi seguido por um segundo projeto mais ambicioso em 2009, chamado  Ngayana Dieri Yawarra Yathayilha!  ("Vamos todos falar a língua Dieri agora!") Para desenvolver aulas de idiomas para escolas em todos os níveis (ainda é um trabalho em andamento.
No início de 2013, Austin passou alguns meses na Austrália e viajou para Port Augusta para realizar workshops de revitalização de idiomas com Wilson e o Grupo DAC. No mesmo ano, ele publicou um esboço de dicionário em 2013, e revisou sua gramática de 1981, tornando-a gratuita online. A Willsden Primary School em Port Augusta introduziu um programa de idiomas Diyari, com o envolvimento de membros da família Warren (que há muito tempo eram colaboradores de Austin). Um blog online foi iniciado e provou ser um recurso popular. Os projetos de revitalização de idiomas continuam, com algumas contribuições da Network for Linguistic Diversity baseada em Melbourne (RNLD).

## Extinção
Em 2015, Austin escreveu que a afirmação de Ethnologue - 16ª edição de que Diyari estava extinto estava incorreta. Pelo contrário,
... hoje há várias pessoas que vivem na Austrália do Sul e no oeste de Nova Gales do Sul que cresceram falando Diyari como primeira língua e cujo conhecimento e habilidade linguística variam de falante nativo fluente a semi-falante ou falante parcial. Existem centenas de pessoas que conhecem pelo menos algumas palavras e expressões em Diyari ... e um grande grupo de jovens que se identificam como Dieri e desejam aprender sobre a língua e sua cultura, história e herança. 

### Etnólogue
Em sua última (22ª) edição em 2019,  Ethnologue  mostra a população de falantes como 5 (censo de 2016), a população étnica como 600 e o status como "8b (quase extinto)". Além disso, observa que o DAC começou a preparar o material do idioma Dieri para escolas em 2009 e que a Equipe de Língua Móvel (MLT) trabalhou com o DAC para completar um guia do aluno do idioma Diyari em 2017.

## Fonologia

### Vogais
|         | Frontal | Posterior |
| ------- | ------- | --------- |
| Fechada | i       | u         |
| Aberta  | a       | a         |

### Consoantes
|                  |                  | Periférica | Periférica | Laminal  | Laminal      | Apical | Apical |
| Bilabial         | Velar            | Palatal    | Dental     | Alveolar | Retroflexiva |        |        |
| ---------------- | ---------------- | ---------- | ---------- | -------- | ------------ | ------ | ------ |
| Oclusiva         | Surda            | p          | k          | c        | t̪            | t      | ʈ      |
| Oclusiva         | Sonora           |            |            |          |              | d~dʳ   | ɖ      |
| Nasal            | Nasal            | m          | ŋ          | ɲ        | n̪            | n      | ɳ      |
| Lateral          | Lateral          |            |            | ʎ        | l̪            | l      | ɭ      |
| Vibrante         | Vibrante         |            |            |          |              | [r]    |        |
| Vibrante simples | Vibrante simples |            |            |          |              | [ɾ]    |        |
| Aproximante      | Aproximante      | w          | w          | j        |              |        | ɻ      |

## Gramática
Diyari apresenta três diferentes alinhamentos morfossintáticos:
- Substantivos comuns no singular e nomes próprios masculinos seguem o sistema ergativo.
- Os pronomes da primeira e segunda pessoa do plural seguem o sistema nominativo-acusativo.
- Substantivos comuns no plural e nomes próprios femininos seguem o sistema Tripartido.

## Escrita
A língua Diyari usa o alfabeto latino sem as letras B, C, F, G, H, Q, S, V, X, Z.  Usam-se as formas Lh, Ly; Ng, Nh, Ny; Rd, Rl, Rn, Rr, Rt; Th
A língua já tem uma fonologia definida e uma gramática